# 우레이
우레이(중국어: 武磊, 병음: Wǔ Lěi, 한자음: 무뢰, 1991년 11월 19일~)는 중화인민공화국의 축구 선수로 포지션은 공격수이다. 현재 중국 슈퍼 리그의 상하이 하이강과 중국 대표팀 소속으로 활동하고 있다.

## 유년 시절
장쑤성 난징시의 후이족 가정에서 태어났다. 어렸을 때부터 축구 선수를 꿈꿔왔고 장쑤 FC에서 진행한 여름 축구 캠프에 참가하기도 했다. 2003년 전직 축구선수인 리훙빙(李红兵)이 쓴 추천서를 가지고 상하이에 있는 젠바오 축구 아카데미에 입학슬 신정했다. 젠바오 축구 아카데미 대표인 쉬건바오는 그를 아카데미에 입학시키기 위해서 난징으로 가서 그의 이주 허가증을 받았다고 한다.

## 구단 경력

### 상하이 하이강 1기
2006년 당시 중국 을급리그 소속이었던 상하이 하이강에 입단했다. 2008년 팀이 갑급리그로 올라온 이후 2018년까지 11시즌 동안 뛰었다. 그는 상하이 하이강 소속으로 공식전 344경기에 출전하여 169골을 기록했으며 중국 갑급리그 2012 우승, 중국 슈퍼리그 2회 준우승(2015, 2017), 중국 슈퍼리그 2016 3위, 중국 FA컵 2017 준우승, 중국 슈퍼리그 2018 우승 등을 일궈냈다. 또한 2016년 AFC 챔피언스리그에서는 10경기 7골을 기록하여 팀의 첫 아시아 챔피언스리그 8강 진출을 이끌었다. 2017년 AFC 챔피언스리그에서도 13경기 5골을 터뜨리며 구단 역사상 최초 ACL 4강 진출을  이끄는 등 상하이 하이강의 주축 공격수로 활약했다.

### RCD 에스파뇰
2018-19 시즌을 앞두고 스페인 라리가의 RCD 에스파뇰로 이적하여 중국 선수로는 최초로 스페인 리그에 진출했디. 이후 2021-22 시즌까지 공식전 126경기에 출전하여 16골을 기록하여 2019-20년 UEFA 유로파리그 32강 진출, 세군다 디비시온 2020-21 우승 등에 이바지했다.

### 상하이 하이강 2기
2021-22 시즌을 마친 후 4시즌동안 몸 담았던 에스파뇰을 떠나 친정팀인 상하이 하이강으로 4년만에 복귀했다. 복귀 후 중국 슈퍼리그 2022 4위, 중국 FA컵 2022 4강 진출 등을 이끌었다.

## 국가대표팀 경력

### 청소년 대표팀
2007년부터 2010년까지 중국 U-17 대표팀과 U-20 대표팀 소속으로 17경기 18골을 기록하며 활약했다. 그러나 당시 우레이가 뛰던 중국 청소년 대표팀은 2010년 AFC U-19 챔피언십 8강 이외에는 이렇다할 성과가 없었다.

### 성인 국가대표팀
2010년 2월 14일 홍콩과의 2010년 동아시아 축구 선수권 대회 결승 리그 최종전에서 중국 국가대표로서 A매치 데뷔전을 치렀다. 팀은 이 경기에서 홍콩을 2-0으로 완파하며 사상 첫 EAFF E-1 풋볼 챔피언십 우승컵을 들어올렸다.
이후 대한민국의 서울올림픽주경기장에서 열린 오스트레일리아와의 2013년 EAFF 동아시안컵 결승 리그 최종전에서 국가대표 데뷔 3년 만에 A매치 첫 골을 기록했다. 또한 팀의 4-3 승리와 함께 대회 준우승을 이끌어냈다. 
2015년 1월에는 오스트레일리아에서 열린 2015년 AFC 아시안컵에 참가하며 선수 경력 처음으로 AFC 아시안컵에 출전했다. 중국 대표팀은 8강에서 개최국 오스트레일리아에게 0-2로 패하며 탈락했다. 같은 해 8월에는 우한에서 열린 2015년 EAFF 동아시안컵에 참가하여 일본을 상대로 득점을 하는 등 활약하여 대표팀의 준우승에 기여했다. 이후 2019년 1월 아랍에미리트에서 열린 2019년 AFC 아시안컵에서 참가하여 5경기 2골을 기록했으며 중국은 8강전에서 이란에 0-3으로 패하며 15년만의 아시안컵 4강 진출에 실패했다.
2022년 FIFA 월드컵 아시아 지역 2차 예선과 최종 예선에서 12골을 기록하면서 아시아 최종 예선 이주의 선수 1위에 올랐지만, 하노이 미딘 국립경기장에서 열린 베트남과의 최종 예선 B조 8차전 원정 경기에서 1-3으로 완패하며 월드컵 진출에는 실패했다.
2024년에는 카타르에서 열린 2023년 AFC 아시안컵에도 중국팀의 일원으로 참가했으며 조별 리그 3경기 중 2경기는 선발로 1경기는 후보로 출전했다. 중국 대표팀은 2무 1패의 기록으로 조별 리그에서 탈락했다.

## 수상

### 클럽
상하이 하이강
- 중국 슈퍼리그 : 우승 (2018), 준우승 (2015, 2017), 3위 (2016), 4위 (2022)
- 중국 을급리그 : 우승 (2007)
- 중국 갑급리그 : 우승 (2012), 4위 (2009, 2010)
- 중국 FA컵 : 준우승 (2017), 4강 (2022)
- AFC 챔피언스리그 : 4강 (2017)

 RCD 에스파뇰
- 세군다 디비시온 : 우승 (2020-21)

### 국가대표팀
중국
- EAFF E-1 풋볼 챔피언십 : 우승 (2010), 준우승 (2013)

### 개인
- 중국 축구협회 올해의 선수 : 2018
- 중국 슈퍼리그 골든볼 : 2018
- 중국 슈퍼리그 도메스틱 골든 부츠 : 2013, 2014, 2015, 2016, 2017, 2018
- 중국 슈퍼리그 올해의 팀 : 2014, 2015, 2016, 2017, 2018